# 赤星典太

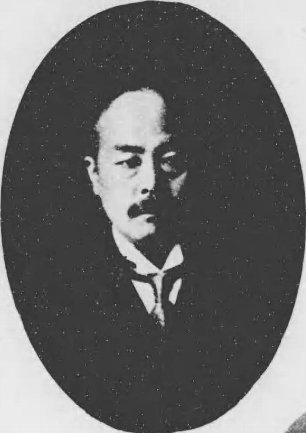
赤星典太

赤星 典太（あかほし / あかぼし てんた、1868年10月22日（慶応4年9月7日）- 1958年（昭和33年）6月13日）は、日本の内務官僚、実業家。官選県知事、錦鶏間祗候。

## 経歴
肥後国熊本城下手取本町（現熊本市）出身。熊本藩士・赤星晋作の長男として生まれる。第五高等学校を卒業。1896年（明治29年）帝国大学法科大学を卒業。同年12月、文官高等試験行政科試験に合格。大蔵省に入省し主税局属となる。
1897年（明治30年）司税官・金沢税務管理局在勤となる。以後、根室税務管理局長、札幌税務管理局長、会計検査官補、司法省参事官兼司法書記官、同書記官・総務局会計課長、農商務書記官、行政裁判所評定官などを歴任。
1913年（大正2年）6月、熊本県知事に就任。白川水利権を日本窒素肥料に譲渡することを決定した。1914年（大正3年）4月、山口県知事に転任。道路の調査整理、組合立周陽中学校の県立移管、副業奨励費交付規則の制定などを進めた。1915年（大正4年）8月、長野県知事に転任。松本高等学校の設置、千曲川治水問題の解決、県立中学校の設置などに尽力。1921年（大正10年）5月、長崎県知事に転任。医療、教育の施策を推進した。1922年（大正11年）10月、休職となる。1923年（大正12年）2月10日に退官。同年5月7日、錦鶏間祗候となる。
その後、肥後農工銀行取締役、熊本電気社長、熊本県教育会長などを務めた。熊本電気では、急死した上田万平の後任として1935年（昭和10年）9月28日付で第5代社長に就任し、1939年（昭和14年）3月29日まで在職している。赤星と前任の上田、同時に会長となった林市蔵の3人はいずれも官選県知事を歴任した熊本県出身の元官僚である。終戦後に公職追放となった。

## 栄典
- 1915年（大正4年）11月10日 - 大礼記念章[12]
- 1940年（昭和15年）8月15日 - 紀元二千六百年祝典記念章[13]

## 伝記
- 山口白陽著、赤星典太編『赤星典太先生』大日本教育会熊本県支部、1946年。